# Jean Smartová
Jean Elizabeth Smartová (nepřechýleně Smart, * 13. září 1951, Seattle, Washington, USA) je americká herečka. Svou kariéru zahájila v regionálním divadle v Pacific Northwest a v roce 1981 účinkovala na Broadwayi v roli Marlene Dietrich v životopisné hře Piaf.  Později byla obsazena do hlavní role Charlene Frazier Stillfield v sitcomu Designing Women (1986–1991) stanice CBS.
Obdržela nominaci na cenu Tony za nejlepší ženský herecký výkon v hlavní roli v divadelní hře Muž, který přišel na večeři a získala dvě ceny Emmy za roli Lany Gardner v sitcomu Frasier (2000–2001) stanice NBC. Třetí cenu Emmy získala za vedlejší roli Reginy Newley v sitcomu Samantha Who? (2007–2009) stanice ABC. Ztvárnila také roli Marthy Logan v akčním seriálu 24 hodin (2006–2007). Je také známá díky dabingové roli v animovaném seriálu Kim Possible (2002–2007). Hrála také v seriálech Fargo (2015) a Legion (2017–2019) společnosti FX a v pořadech Watchmen (2019), Mare z Easttownu (2021) a Stále v kurzu (2021–dosud) společnosti HBO. Za výkon v seriálu Stále v kurzu obdržela tři ceny Emmy za nejlepší ženský herecký výkon v komediálním seriálu a dva Zlaté glóby za nejlepší ženský herecký výkon v seriálu (komedie / muzikál). Smart je po Betty Whiteové teprve druhou herečkou, která získala cenu Emmy ve všech třech komediálních hereckých kategorií – hlavní role, vedlejší role a hostující role.
Objevila se také ve filmech, včetně Bradyovi (1995), Holka na roztrhání (2002), Procitnutí v Garden State (2004), Mládí v hajzlu (2009), Zúčtování (2016), Nebezpečná laskavost (2018) a Babylon (2022).

## Osobní život
Smartová byla vdaná za herce Richarda Gillilanda, kterého potkala při natáčení sitcomu Designing Women, ve kterém oba účinkovali. Mají spolu dva syny. Gilliland zemřel po krátké nemoci v březnu 2021.

## Filmografie

### Film
| Rok  | Název                     | Role                | Poznámky              |
| ---- | ------------------------- | ------------------- | --------------------- |
| 1984 | Okamžik záblesku          | Doris               |                       |
| 1984 | Protokol                  | Ella                |                       |
| 1986 | Oheň s ohněm              | sestra Marie        |                       |
| 1987 | Projekt X                 | Dr. Criswell        |                       |
| 1992 | Baby Talk                 | vypravěčka          |                       |
| 1992 | Milenky                   | Patricia            |                       |
| 1993 | Neuvěřitelná cesta        | Kate                |                       |
| 1994 | Mládě                     | Ora Baxter          |                       |
| 1995 | Bradyovi                  | Dena Dittmeyer      |                       |
| 1996 | Edie & Pen                | Wendy               |                       |
| 1998 | Správná dvojka II         | Holly               |                       |
| 1999 | Krásná Guinevere          | Deborah Sloane      |                       |
| 2000 | Forever Fabulous          | Loreli Daly         |                       |
| 2000 | Sněhová kalamita          | Laura Brandston     |                       |
| 2000 | Kid                       | Deidre Lefever      |                       |
| 2002 | Holka na roztrhání        | Stella Kay Perry    |                       |
| 2003 | Dům naruby                | Kate Sanderson      |                       |
| 2004 | Procitnutí v Garden State | Carol               |                       |
| 2004 | Mám rád Huckabees         | paní Hooten         |                       |
| 2004 | Balto 3: Křídla změny     | Stella (hlas)       |                       |
| 2007 | Štěstí ve hře             | Michelle Carson     |                       |
| 2008 | Hledá se hrdina           | Melanie McQueen     |                       |
| 2009 | Mládí v hajzlu            | Estelle Twisp       |                       |
| 2010 | Barry Munday              | Carol Munday        |                       |
| 2010 | Pod jednou střechou       | paní Berenson       | neuvedena v titulcích |
| 2012 | Druhá šance               | Eileen              |                       |
| 2016 | Zúčtování                 | Rita Blackburn      |                       |
| 2017 | Awaken the Shadowman      | Evette              |                       |
| 2018 | Sám život                 | Linda               |                       |
| 2018 | Nebezpečná laskavost      | Margaret McLanden   |                       |
| 2020 | Superintelligence         | prezidentka Monahan |                       |
| 2021 | Chvíle dozrávání          | Caroline            |                       |
| 2022 | Wildflower                | Peg                 |                       |
| 2022 | Babylon                   | Elinor St. John     |                       |

### Televize
| Rok        | Název                                                   | Role                        | Poznámky                                         |
| ---------- | ------------------------------------------------------- | --------------------------- | ------------------------------------------------ |
| 1979       | Before and After                                        | Woman Bather                | TV film                                          |
| 1983       | Reggie                                                  | Joan Reynolds               | 6 dílů                                           |
| 1983       | Teachers Only                                           | Shari                       | 13 dílů                                          |
| 1984       | The Facts of Life                                       | Ellen Slater                | díl: „Next Door“                                 |
| 1984       | Maximum Security                                        | Dr. Allison Brody           | 3 díly                                           |
| 1984       | Single Bars, Single Women                               | Virge                       | TV film                                          |
| 1984       | Piaf                                                    | Marlene Dietrichová         | TV film                                          |
| 1986       | A Fight for Jenny                                       | Valerie Thomas              | TV film                                          |
| 1986–1991  | Designing Women                                         | Charlene Frazier-Stillfield | 119 dílů                                         |
| 1987       | Place at the Table                                      | Susan Singer                | TV film                                          |
| 1991       | Vražedný omyl                                           | Karen                       | TV film                                          |
| 1991       | Druhá strana lásky                                      | Cathy                       | TV film                                          |
| 1992       | Vražedkyně                                              | Aileen Wuornosová           | TV film                                          |
| 1992       | Just My Imagination                                     | Pally Thompson              | TV film                                          |
| 1993       | Batman                                                  | Helen Ventrix (hlas)        | díl: „See No Evil“                               |
| 1994       | Scarlett                                                | Sally Brewton               | 3 díly                                           |
| 1994       | The Yarn Princess                                       | Margaret Thomas             | TV film                                          |
| 1995       | Cizinec ve městě                                        | Rose                        | TV film                                          |
| 1995–1996  | High Society                                            | Elinore 'Ellie' Walker      | 13 dílů                                          |
| 1997       | Hey Arnold!                                             | matka Phoebe (hlas)         | díl: „Freeze Frame/Phoebe Cheats“                |
| 1997       | Undue Influence                                         | Dana Colby                  | TV film                                          |
| 1998       | Style and Substance                                     | Chelsea Stevens             | 13 dílů                                          |
| 1998       | Zlomené srdce                                           | Elaine Mitchell             | TV film                                          |
| 2000–2003  | Static Shock                                            | Maggie Foley (hlas)         | 3 díly                                           |
| 2000–2004  | Policejní okrsek                                        | detektivka Sherry Regan     | 14 dílů                                          |
| 2000–2001  | Frasier                                                 | Lana Gardner                | 7 dílů                                           |
| 2000       | Muž, který přišel na večeři                             | Lorraine Sheldon            | TV film                                          |
| 2001       | Obloukovi                                               | Pickles Oblong (hlas)       | 13 dílů                                          |
| 2002–2007  | Kim Possible                                            | Dr. Ann Possible (hlas)     | 40 dílů                                          |
| 2002–2003  | In-Laws                                                 | Marlene Pellet              | 15 dílů                                          |
| 2004       | Audrey's Rain                                           | Audrey Walker               | TV film                                          |
| 2004       | Killer Instinct: From the Files of Agent Candice DeLong | Candice DeLong              | TV film                                          |
| 2004       | A Very Married Christmas                                | Ellen Griffin               | TV film                                          |
| 2004       | Hey Arnold!                                             | Reba Heyerdahl (hlas)       | díl: „Phoebe's Little Problem/Grandpa's Packard“ |
| 2004–2005  | Hlava rodiny                                            | Kate Barnett                | 12 dílů                                          |
| 2006–2007  | 24 hodin                                                | Martha Logan                | 25 dílů                                          |
| 2007–2009  | Samantha Who?                                           | Regina Newly                | 35 dílů                                          |
| 2008       | Americký táta                                           | Miriam Bullock (hlas)       | díl: „One Little Word“                           |
| 2010–2011  | Havaj 5-0                                               | guvernérka Pat Jameson      | 4 díly                                           |
| 2010       | Agentura Jasno                                          | Gillian Tucker              | díl: „Chivalry Is Not Dead...But Someone Is“     |
| 2011       | $#*! My Dad Says                                        | Rosemary Penworth           | 4 díly                                           |
| 2011       | William & Catherine: Královská romance                  | Camilla Britská             | TV film                                          |
| 2011–2012  | Drsná Harry                                             | Roseanna Remmick            | 7 dílů                                           |
| 2013       | Nouzové přistání                                        | Bess                        | díl: „Conoga Falls“                              |
| 2013       | Pět příběhů šílenství                                   | Claire                      | TV film                                          |
| 2014       | PC Rebelové                                             | LouLu Lutherford            | díl: „High Plains Hardware“                      |
| 2014       | Život je boj                                            | Arlene Willy-Weller         | 2 díly                                           |
| 2014–15    | Sirens                                                  | Nora Farrell                | 3 díly                                           |
| 2015       | The McCarthys                                           | Lydia                       | díl: „Gerard's Engagement Party“                 |
| 2015       | Fargo                                                   | Floyd Gerhardt              | 9 dílů                                           |
| 2015–2016  | Jak přežít rozvod                                       | Katherine Miller            | 5 dílů                                           |
| 2016       | Bad Internet                                            | prezidentka Powersová       | díl: „The President Goes Viral“                  |
| 2017       | Angie Tribeca                                           | Carnie                      | díl: „License to Drill“                          |
| 2017       | Viceprezident(ka)                                       | paní Walshová               | díl: „Judge“                                     |
| 2017–2019  | Legion                                                  | Melanie Bird                | 19 dílů                                          |
| 2018       | A Shoe Addict's Christmas                               | Charlie / strážný anděl     | TV film                                          |
| 2018–2019  | Špinavej John                                           | Arlane Hart                 | 5 dílů                                           |
| 2018–2021  | Big Mouth                                               | Depression Kitty (hlas)     | 9 dílů                                           |
| 2019       | Arrested Development                                    | Mimi                        | 2 díly                                           |
| 2019       | Watchmen                                                | agentka Laurie Blake        | 6 dílů                                           |
| 2019       | Jsem do tebe blázen                                     | Chelsea Stevens-Kobolakis   | díl: „Real Estate for Beginners“                 |
| 2021       | Mare z Easttownu                                        | Helen Fahey                 | minisérie                                        |
| 2021–dosud | Stále v kurzu                                           | Deborah Vance               | hlavní role                                      |

## Ocenění a nominace
Je držitelkou mnoha ocenění, včetně mnoha nominací na cenu Emmy a cenu Tony. Smartová byla za svou práci v televizi nominována na 11 cen Emmy, přičemž dvakrát zvítězila za hostující roli v sitcomu Frasier (2000, 2001), jednou za vedlejší roli v sitcomu Samantha Who? (2008) a dvakrát za hlavní roli v komediálním seriálu Stále v kurzu (2021, 2022). Byla také nominována na cenu Tony za nejlepší ženský herecký výkon v hlavní roli v revivalu Muž, který přišel na večeři (2001). Je také držitelkou čtyř cen Critics' Choice Television Awards za výkony v seriálech Fargo (2015), Watchmen (2020) a Stále v kurzu (2021, 2022).